# Çatköy, Dörtyol
Çatköy là một xã thuộc huyện Dörtyol, tỉnh Hatay, Thổ Nhĩ Kỳ. Dân số thời điểm năm 2011 là 95 người.